# Grès à Voltzia
 (octobre 2022).
Si vous disposez d'ouvrages ou d'articles de référence ou si vous connaissez des sites web de qualité traitant du thème abordé ici, merci de compléter l'article en donnant les références utiles à sa vérifiabilité et en les liant à la section « Notes et références ».
Le grès à Voltzia est une formation sédimentaire du Buntsandstein supérieur des Vosges. Il se caractérise par une faune d'insectes fossiles.

## Étymologie

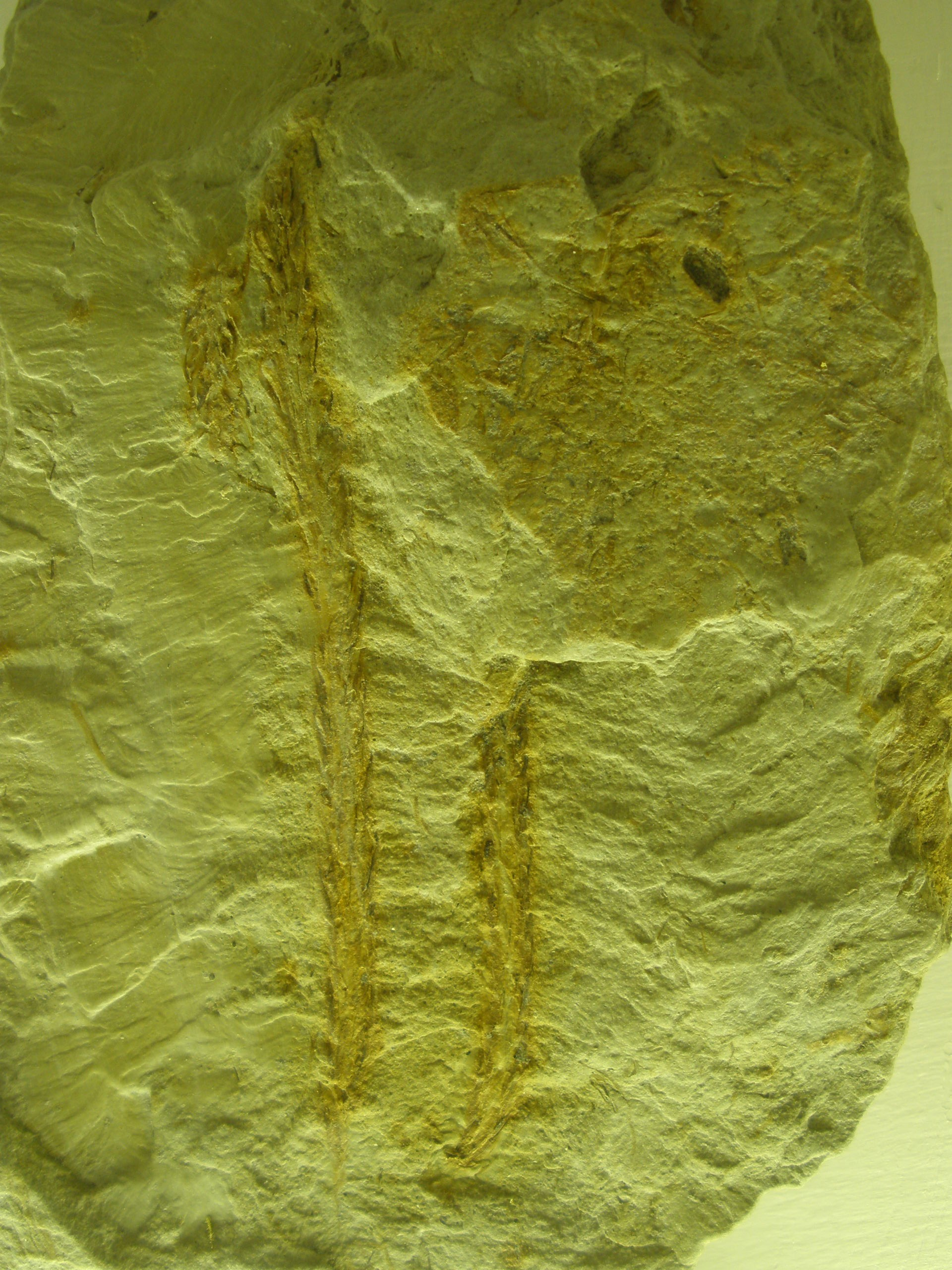
Voltzia heterophylla

Le grès à Voltzia tire son nom du genre de conifères Voltzia qui le caractérise, et qui est aujourd'hui disparu.

## Affleurement
Le Grès à Voltzia affleure entre Bitche, Baccarat et Épinal dans la bande de grès bigarré qui ceinture les Vosges à l'ouest. Dans la Rhénanie-Palatinat et en Sarre, il est connu sous le nom de Voltziensandstein  (« grès à Voltzia »).

## Stratigraphie
Le grès à Voltzia succède de manière concordante aux "couches intermédiaires" ("couches violettes" - en allemand Zwischenschichten) et est lui-même recouvert par le grès coquiller du Muschelkalk. La formation a une épaisseur d'environ 20 mètres. Elle est divisée en deux strates, le grès à Voltzia inférieur et le Grès à Voltzia supérieur.

### Grès àVoltziainférieur
La strate inférieure, également appelée Grès à meules, se compose, comme le grès vosgien, de deux faciès fluviatiles différents :
- faciès de lit de rivière
- faciès de débordement

#### Faciès de lit de rivière

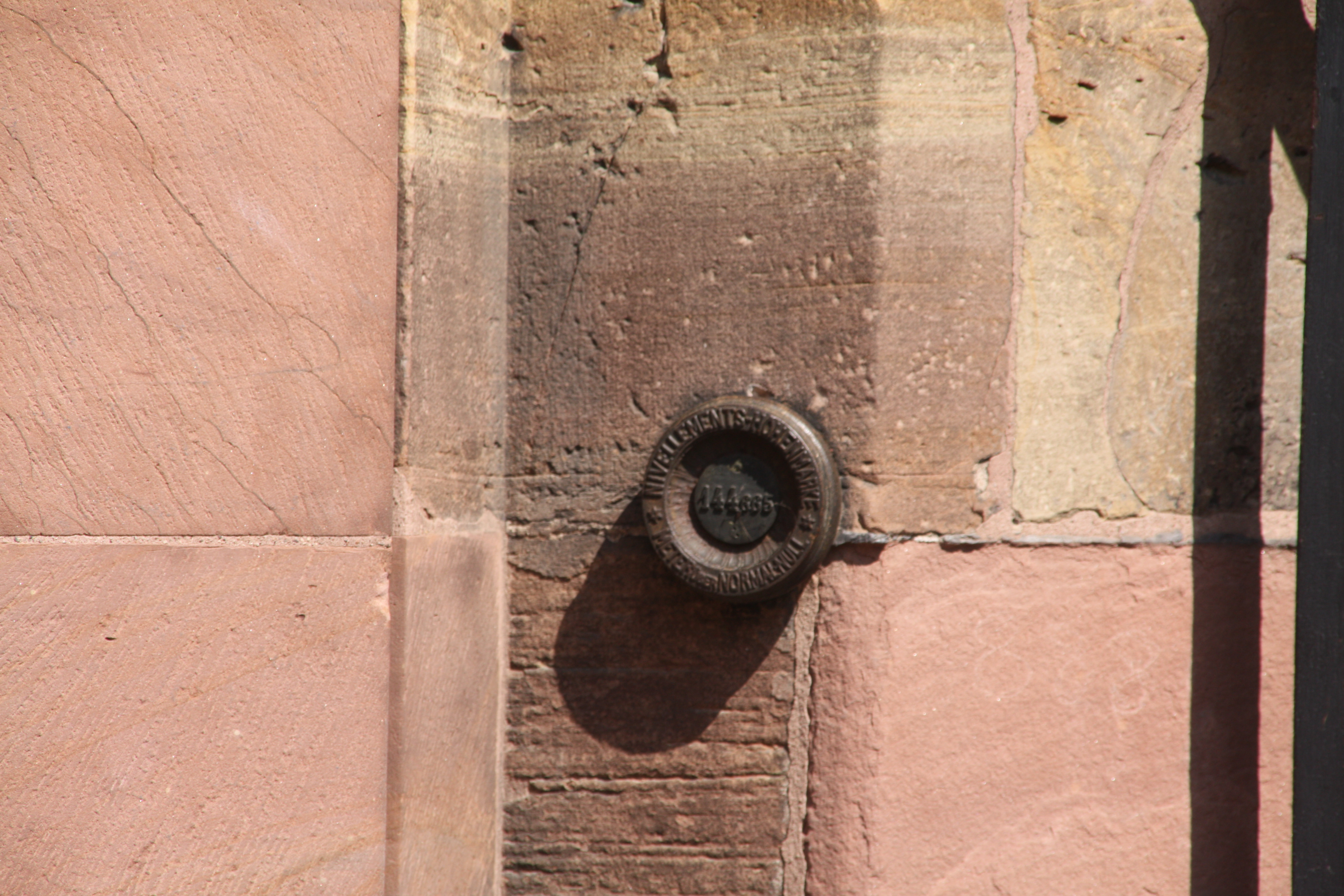
Le grès à Voltzia, élément de construction de la cathédrale de Strasbourg.

Le faciès du lit de rivière est constitué de corps de grès disposés sous forme de lentilles. Il s'agit d'un grès à grain fin sans galets. Sur les surfaces des couches se trouvent des structures sédimentaires qui documentent les modifications du régime d'écoulement lors des crues, comme par exemple des marques de choc, des marques de frottement, des marques de ripage, etc. Les grès contiennent également des fossiles, mais ceux-ci ont généralement été brisés lors du transport. Des restes d'amphibiens stégocéphales (temnospondyli) et des restes végétaux de fougères, de prêles et de conifères ont été trouvés.
La roche du faciès fluvial constitue depuis le Moyen Âge une pierre de construction appréciée (comme pour la construction de la cathédrale de Strasbourg), utilisée également comme pierre à moudre (d'où l'expression grès à meules).

#### Faciès de débordement
Le faciès de débordement, à la granulométrie beaucoup plus fine, est composé de claystones verts ou rouges qui se sont déposés dans des conditions calmes, à la fin de la crue qui a débordé. Le faciès de débordement contient également des fossiles, mais ceux-ci sont bien mieux conservés que ceux correspondant au faciès de lit de rivière. Parmi les taxons aquatiques, on peut citer les méduses, les annélides, les brachiopodes comme par exemple Lingulata, Limulidae, Bivalvia, les crustacés, les larves d'insectes et les poissons. Les organismes terrestres comprennent Arachnida, Myriapoda et une énorme variété d'insectes. Seules des traces fossiles de reptiles (par ex. Chirotherium) sont connues.  nous sont parvenus. La flore se compose, comme dans le faciès du lit de rivière, de fougères, de prêles et de conifères.
La présence de Lingula indique des conditions de salinité changeantes, et donc la zone de dépôt est proche de la mer. De fines couches calcaires/dolomitiques avec des foraminifères et des gastéropodes marins à l'intérieur des grès témoignent de la proximité de la mer.
Dans l'ensemble, les grès à meules se sont probablement déposés à proximité d'une mer peu profonde, dans un delta soumis à des avancées marines occasionnelles.

### Grès àVoltziasupérieur
Le grès à Voltzia supérieur, également appelé grès argileux, est déjà en grande partie d'origine marine. Les bancs de grès y atteignent une grande extension horizontale, et les couches de calcaire y deviennent plus fréquentes. Les fossiles découverts, comme par exemple les foraminifères, les lamellibranches, les gastéropodes et les céphalopodes, sont clairement d'origine marine.
Le delta est maintenant définitivement submergé par la mer. Néanmoins, la présence de rhizomes en position vivante et de traces de reptiles terrestres indique des profondeurs d'eau pas trop importantes, et un assèchement occasionnel.

## Fossiles

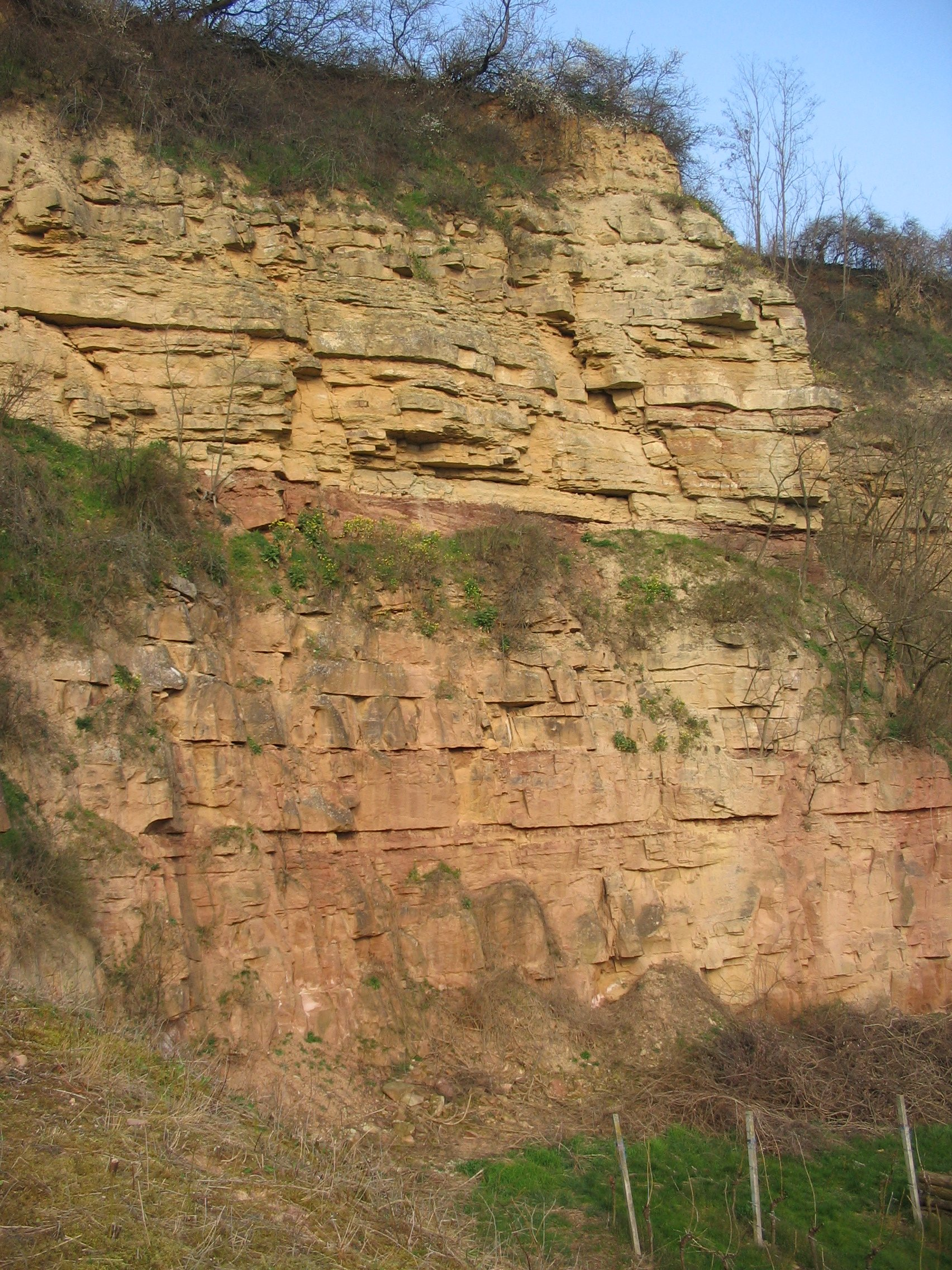
Le grès à Voltzia, en dessous du grès coquillier jaunâtre dans la Carrière Royale à Soultz-les-Bains.

Outre les fossiles déjà mentionnés, le Grès à Voltzia est connu pour son entomofaune extrêmement variée et bien conservée. Ainsi, Louis Grauvogel a recueilli à lui seul 5300 insectes appartenant à 200 taxons différents.
En détail :
- Blattodea
- Ephemeroptera
- Coleoptera
- Hemiptera[1]
- Diptera
- Orthoptera
- Odonata
- Mecoptera
- Protorthoptera

Des pontes ont également été trouvées.
L'importance de cette entomofaune réside dans le fait qu'elle présente, outre des formes archaïques du Paléozoïque, des formes de transition entre des caractéristiques archaïques et modernes. Elle contient en outre déjà les premiers précurseurs de formes modernes, ainsi que des taxons endémiques complets.

## Âge
L'âge absolu fait défaut pour le grès à Voltzia. En tant que formation supérieure du Buntsandstein supérieur, on peut toutefois lui attribuer un âge de 243 à 244 millions d'années before present.